# Olearia muelleri
Olearia muelleri là một loài thực vật có hoa trong họ Cúc. Loài này được (Sond.) Benth. mô tả khoa học đầu tiên năm 1867.